# 7078 Unojönsson
7078 Unojönsson là một tiểu hành tinh vành đai chính với chu kỳ quỹ đạo là 1387.3993081 ngày (3.80 năm).
Nó được phát hiện ngày 17 tháng 10 năm 1985.